# Nép-sziget
Nép-sziget (ungerska: Szúnyog-sziget) är en ö i Ungerns huvudstad Budapest.